# Kayhan Kalhor
Kayhan Kalhor (en persa: كيهان كلهر‎; también Romanizado como Keyhan Kalhor y Keyhān Kalhor) (nacido el 24 de noviembre de 1963 en Teherán, Irán) es un intérprete kamanché, compositor y maestro de música clásica Kurda y música tradicional Iraní.

## Biografía
Kayhan Kalhor nació en Teherán como parte de una familia kurda. Comenzó a estudiar música a la edad de siete años. Para cuando tenía trece años, formaba parte de la Orquesta Nacional de la Radio y Televisión de Irán. Continuó sus estudios musicales bajo diversos maestros, estudiando la tradición radif persa y también viajó a estudiar en la parte norte de la provincia de Jorasán, donde las tradiciones de la música tiene influencias kurdas y turcas así como persas. En un conservatorio musical en Teherán, con aproximadamente 20 años, Kalhor trabajó bajo la dirección de Mohammad-Reza Lotfi quien es del noreste de Irán. Kalhor también viajó a las provincias del noroeste de Irán. Más tarde se trasladó a Roma, Italia y a Ottawa, Ontario, Canadá, para estudiar  música clásica Europea. Es un graduado del programa de música en la Universidad de Carleton en Ottawa.

## Carrera
Kayhan Kalhor dispone de una amplia gama de influencias musicales, utiliza varios instrumentos musicales, y cruza fronteras culturales con su trabajo, pero principalmente, es un intenso intérprete del kamanché. 
Kalhor ha compuesto música para obras y ha interpretado junto a los famosos vocalistas iraníes Mohammad Reza Shajarian y Shahram Nazeri. También ha compuesto y se ha presentado junto con los artistas indios Shujaat Husain Khan (sitar) y Swapan Chaudhuri (tabla) en el grupo Ghazal. Su álbum El Viento (2006) es una colaboración con el turco Erdal Erzincan (baglama), con piezas realizadas en turco y persa. En otras ocasiones ha colaborado con Proyecto ruta de la seda de Yo-Yo Ma.
Actualmente reside en Estados Unidos y ha sido exitoso comercialmente en el país norteamericano durante la última década. Dos de sus obras fueron nominados a los Premios Grammy en 2004.
En 2010 compuso "I was there", que se basa "en una melodía atribuido a Ziryab, un  músico persa kurdo del siglo ix", para un concierto de Maya Beiser. Esta pieza fue realizada por Kalhor junto a Maya Beiser, el reconocido violonchelista Bassam Saba, un artista del oud, y dos percusionistas, Glen Vélez y Matt Kilmer.

## Discografía
| Álbum de artistas                       | Álbum                                   | Año  |
| --------------------------------------- | --------------------------------------- | ---- |
| Ghazal                                  | Lost Songs of the Silk Road             | 1997 |
| Ghazal                                  | As Night Falls on the Silk Road         | 1998 |
| Kayhan Kalhor                           | Scattering Stars Like Dust              | 1998 |
| Shahram Nazeri yDastan Ensemble         | Through Eternity                        | 1999 |
| Ghazal                                  | Moon Rise over the Silk Road            | 2000 |
| Kayhan Kalhor y Mohammad Reza Shajarian | Night, Silence, Desert                  | 2000 |
| Kronos Quartet                          | Caravan                                 | 2000 |
| Masters of Persian Music                | It's Winter                             | 2001 |
| Yo-Yo Ma y el Silk Road Ensemble        | Silk Road Journeys: When Strangers Meet | 2001 |
| Masters of Persian Music                | Without You†                            | 2002 |
| Ghazal                                  | The Rain†                               | 2003 |
| Ali Akbar Moradi                        | In the Mirror of the Sky                | 2004 |
| Masters of Persian Music                | Faryad†                                 | 2005 |
| Yo-Yo Ma y el Silk Road Ensemble        | Silk Road Journeys: Beyond the Horizon  | 2005 |
| Kayhan Kalhor & Erdal Erzincan          | The Wind                                | 2006 |
| Masters of Persian Music                | Saze Khamoosh                           | 2007 |
| Masters of Persian Music                | Soroude Mehr                            | 2007 |
| Yo-Yo Ma y el Silk Road Ensemble        | New Impossibilities                     | 2007 |
| Kayhan Kalhor & Brooklyn Rider          | Silent City                             | 2008 |
| Silk Road Ensemble                      | Off the Map†                            | 2009 |
| Kayhan Kalhor & Madjid Khaladj          | Voices of the Shades                    | 2011 |
| Dresdner Sinfoniker                     | Cinema Jenin OST                        | 2011 |
| Brooklyn Rider Quartet                  | Rhino Season OST                        | 2012 |
| Kayhan Kalhor & Ali Bahrami Fard        | I Will Not Stand Alone                  | 2012 |
| Kayhan Kalhor & Erdal Erzincan          | Kula Kulluk Yakişir Mi                  | 2013 |
| Hawniyaz                                | Hawniyaz                                | 2016 |
| Silk Road Ensemble                      | The Music of Strangers†§                | 2017 |
| Silk Road Ensemble                      | Sing me home†§                          | 2017 |

† Nominado para un Premio Grammy
§ Ganó un Premio Grammy